# Elezioni politiche in Italia del 1890
Le elezioni politiche in Italia del 1890 si sono svolte il 23 novembre (1º turno) e il 30 novembre (ballottaggi) 1890.

## Risultati
| Liste                      | Voti      | %    | Seggi |
| -------------------------- | --------- | ---- | ----- |
| Ministeriali               |           | 58,1 | 401   |
| Opposizione costituzionale |           | 9,4  | 48    |
| Estrema                    |           | 8,3  | 42    |
| Altri                      |           | 28,1 |       |
| Totale                     |           | 100  |       |
| Votanti                    | 1.639.000 | 55,8 |       |
| Elettori                   | 2.934.000 |      |       |